# Billy Walker
William Henry "Billy" Walker (29 de outubro de 1897 – 28 de novembro de 1964) foi um futebolista inglês das décadas de 1920 e 1930. Ele é considerado por muitos como o maior futebolista a jogar pelo Aston Villa Football Club, sendo seu maior artilheiro e  segundo com mais aparições pela equipe. Também é considerado um dos maiores jogadores ingleses.